# Mayawa carolae
Mayawa carolae är en insektsart som beskrevs av Fletcher 2000. Mayawa carolae ingår i släktet Mayawa och familjen dvärgstritar. Inga underarter finns listade i Catalogue of Life.